# Rin Tin Tin

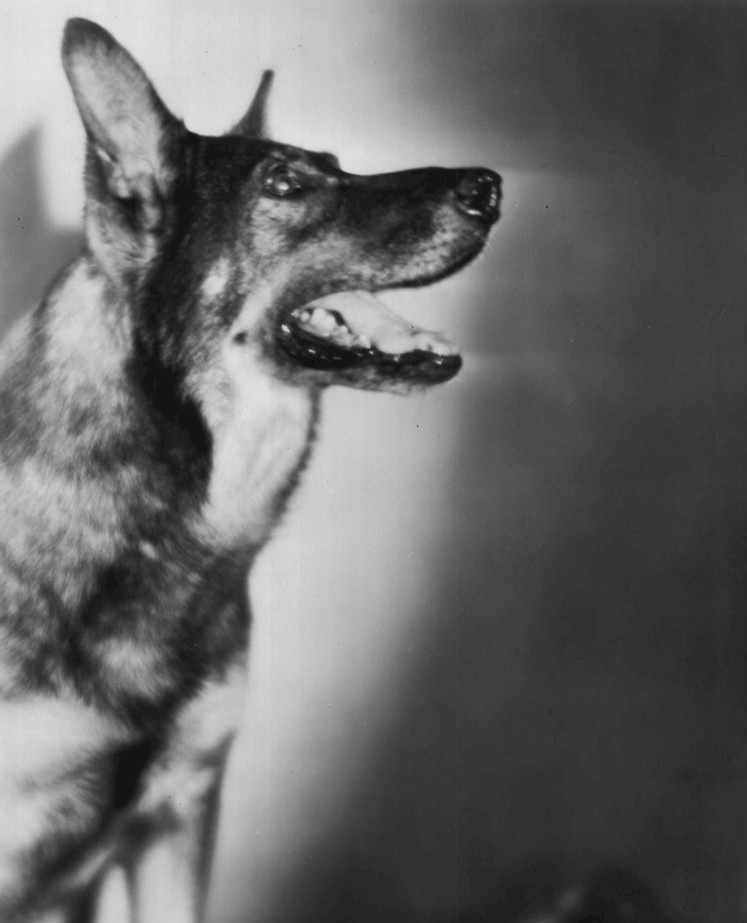
Rin Tin Tin nel film Frozen River del 1929.

Rin tin tin, chiamato anche Rinty (Flirey, 10 settembre 1918 – Los Angeles, 10 agosto 1932) è stato un celebre cane da pastore tedesco maschio protagonista di numerosi film realizzati negli Stati Uniti fra gli anni venti e trenta. Dopo la sua morte, avvenuta nel 1932, il nome fu dato a diversi cani della stessa razza, impiegati in analoghe produzioni cinematografiche, radiofoniche e televisive. Insieme alla precedente stella del cinema canino Strongheart, rese popolare la sua razza come animale domestico. L'immensa redditività dei suoi film ha contribuito al successo della casa di produzione Warner Bros.

## Storia

Le avventure di Rin Tin Tin

Il cane venne trovato da un soldato statunitense, Lee Duncan, in un canile bombardato in Lorena, poco prima della fine della prima guerra mondiale Era l'unico esemplare sopravvissuto insieme alla sorella (chiamata poi Nanette) di una cucciolata. Tornato Duncan a Los Angeles con i due cani, Nanette venne adottata da dei suoi conoscenti, mentre Rin Tin Tin (ribattezzato "Rinty") venne addestrato dallo stesso Lee a saltare ed esibirsi in diversi giochi e fu casualmente notato dal produttore cinematografico Darryl F. Zanuck, che lo fece divenire un attore in diversi film, a partire dal 1923 con Where The North Begins, con Claire Adams, stella del cinema muto.

### Discendenza
I discendenti di Rin Tin Tin furono anch'essi addestrati da Duncan o dai suoi successori ed ebbero ruoli in produzioni televisive e cinematografiche. Il primo di essi, Rin Tin Tin Jr., figlio del primo Rin Tin Tin, è apparso in alcuni serial cinematografici di scarso successo; Rin Tin Tin III, detto nipote di Rin Tin Tin, ma probabilmente solo imparentato, contribuì a promuovere l'uso militare dei cani durante la seconda guerra mondiale ed è anche apparso in un film con Robert Blake nel 1947. Il quarto cane della serie a portare questo nome, Rin Tin Tin IV, nato nel 1949, avrebbe dovuto prendere parte alla nota serie televisiva degli anni cinquanta, Le avventure di Rin Tin Tin, ma il provino andò male e venne sostituito da vari cani dell'allenatore Frank Barnes - principalmente uno, Flame Jr., chiamato JR - facendo però credere al pubblico che fossero tutti sempre Rin Tin Tin IV; il cane è ora sepolto ad Asnières presso Parigi, nel giardino di una villa lungo la Senna, trasformato nel 1999 in un cimitero per cani e altri animali domestici.
Dopo la morte di Duncan, avvenuta nel 1960, i diritti sull'uso del nome passarono al produttore televisivo Herbert B. "Bert" Leonard, che lavorò a ulteriori adattamenti come il telefilm Katts and Dog (1988-1993), chiamato Rin Tin Tin : K-9 Cop negli Stati Uniti e Rintintin Junior in Francia. Dopo la morte di Leonard nel 2006, il suo avvocato, James Tierney, ha realizzato nel 2007 il film per ragazzi Finding Rin Tin Tin, una produzione americano-bulgara basata sul ritrovamento del cane in Francia da parte di Duncan.
Nel frattempo, una collezione di memorabilia di Rin Tin Tin era stata ammassata in Texas da Jannettia Propps Brodsgaard, che aveva acquistato diversi cani discendenti diretti da Duncan, iniziando con Rinty Tin Tin Brodsgaard nel 1957. Brodsgaard allevò i cani per mantenere la linea di sangue. La nipote di Brodsgaard, Daphne Hereford, continuò a fondare la tradizione e la linea di sangue di Rin Tin Tin dal 1988 al 2011; è stata la prima a firmare il nome di Rin Tin Tin nel 1993 (Duncan non l'aveva mai fatto) e ha acquistato i nomi di dominio rintintin.com e rintintin.net per creare un sito web. Hereford ha anche aperto un piccolo museo Rin Tin Tin, a Latexo, in Texas. La figlia, Dorothy Yanchak, ha portato avanti l'attività di famiglia a partire dal 2011. Attualmente il cane, pastore tedesco come tutti i suoi avi canini, Rin Tin Tin XII, di proprietà di Yanchak, partecipa a eventi pubblici, mantenendo viva l'eredità di Rin Tin Tin.

## Filmografia

### Cinema
- The Man from Hell's River, regia di Irving Cummings (1922)
- My Dad, regia di Clifford Smith (1922)
- Where the North Begins, regia di Chester M. Franklin (1923)
- Shadows of the North, regia di Robert F. Hill (1923)
- Find Your Man, regia di Malcolm St. Clair (1924)
- The Lighthouse by the Sea, regia di Malcolm St. Clair (1924)
- Peste sulla neve (Tracked in the Snow Country), regia di Herman C. Raymaker (1925)
- In faccia alla morte (Below the Line), regia di Herman C. Raymaker (1925)
- Clash of the Wolves, regia di Noel M. Smith (1925)
- Rin Tin Tin e il condor (The Night Cry), regia di Herman C. Raymaker (1926)
- Tre gocce di sangue sulla neve (A Hero of the Big Snows), regia di Herman C. Raymaker (1926)
- While London Sleeps, regia di Howard Bretherton (1926)
- Hills of Kentucky, regia di Howard Bretherton (1927)
- Tracked by the Police, regia di Ray Enright (1927)
- Jaws of Steel, regia di Ray Enright (1927)
- A Dog of the Regiment, regia di D. Ross Lederman (1927)
- A Race for Life, regia di D. Ross Lederman (1928)
- Rinty of the Desert, regia di D. Ross Lederman (1928)
- Land of the Silver Fox, regia di Ray Enright (1928)
- The Million Dollar Collar, regia di D. Ross Lederman (1929)
- Frozen River, regia di F. Harmon Weight (1929)
- Rosa tigrata (Tiger Rose), regia di George Fitzmaurice (1929)
- The Lone Defender, regia di Richard Thorpe (1930)
- On the Border, regia di William C. McGann (1930)
- The Man Hunter, regia di D. Ross Lederman (1930)
- Rough Waters, regia di John Daumery (1930)
- The Lightning Warrior, regia di Benjamin H. Kline (1931)

### Televisione
- Le avventure di Rin Tin Tin (The Adventures of Rin Tin Tin), serie televisiva trasmessa dalla rete televisiva ABC da 15 ottobre 1954 all'agosto del 1959, in Italia dalla Rai a partire dal 1956.

## Fumetti
- Rin Tin Tin & Rusty, rivista a fumetti ispirata alla serie televisiva Le avventure di Rin Tin Tin.

## Galleria d'immagini

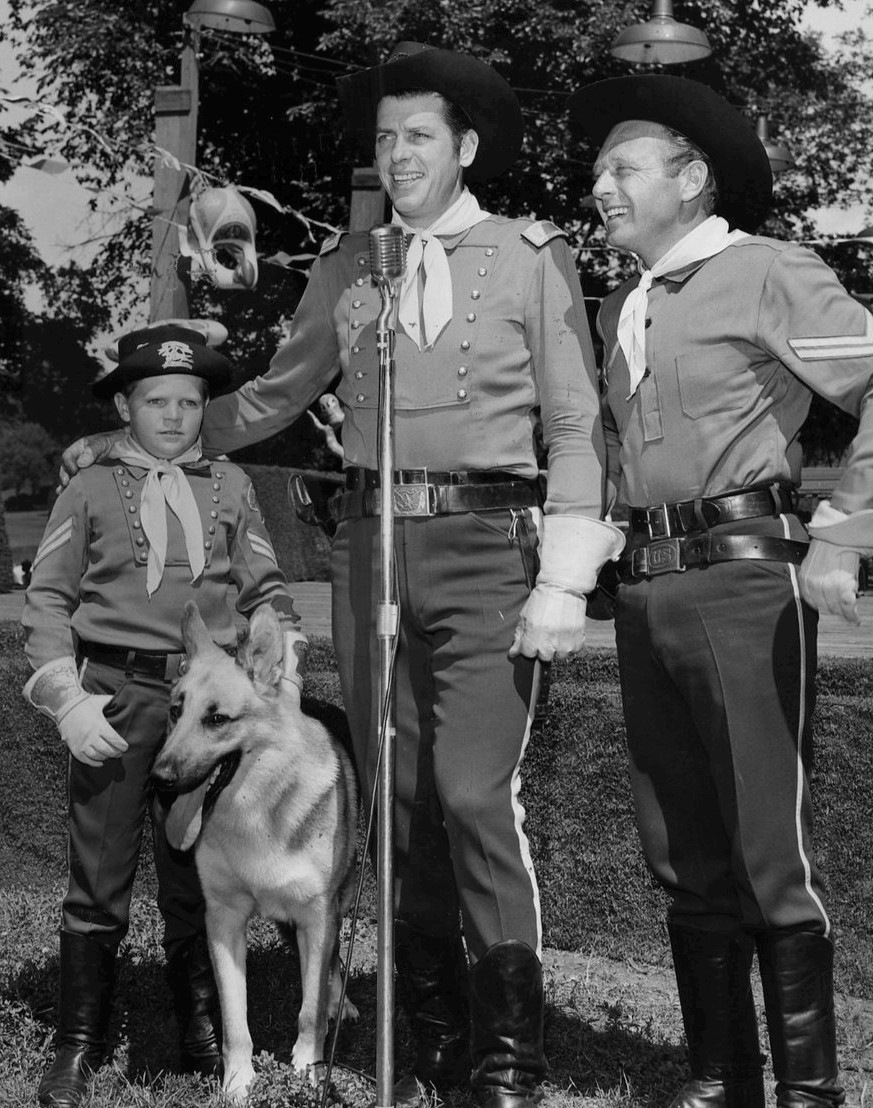
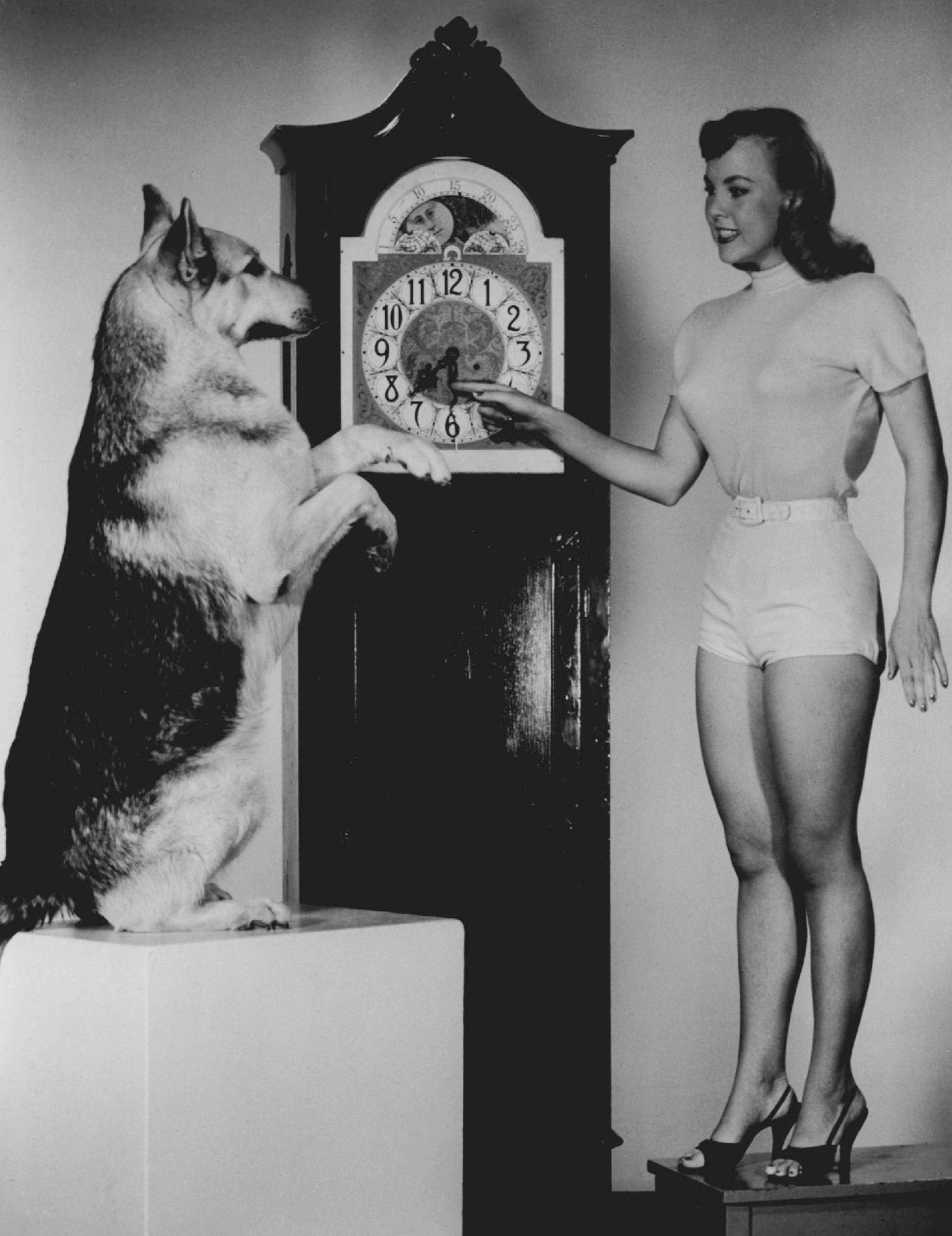
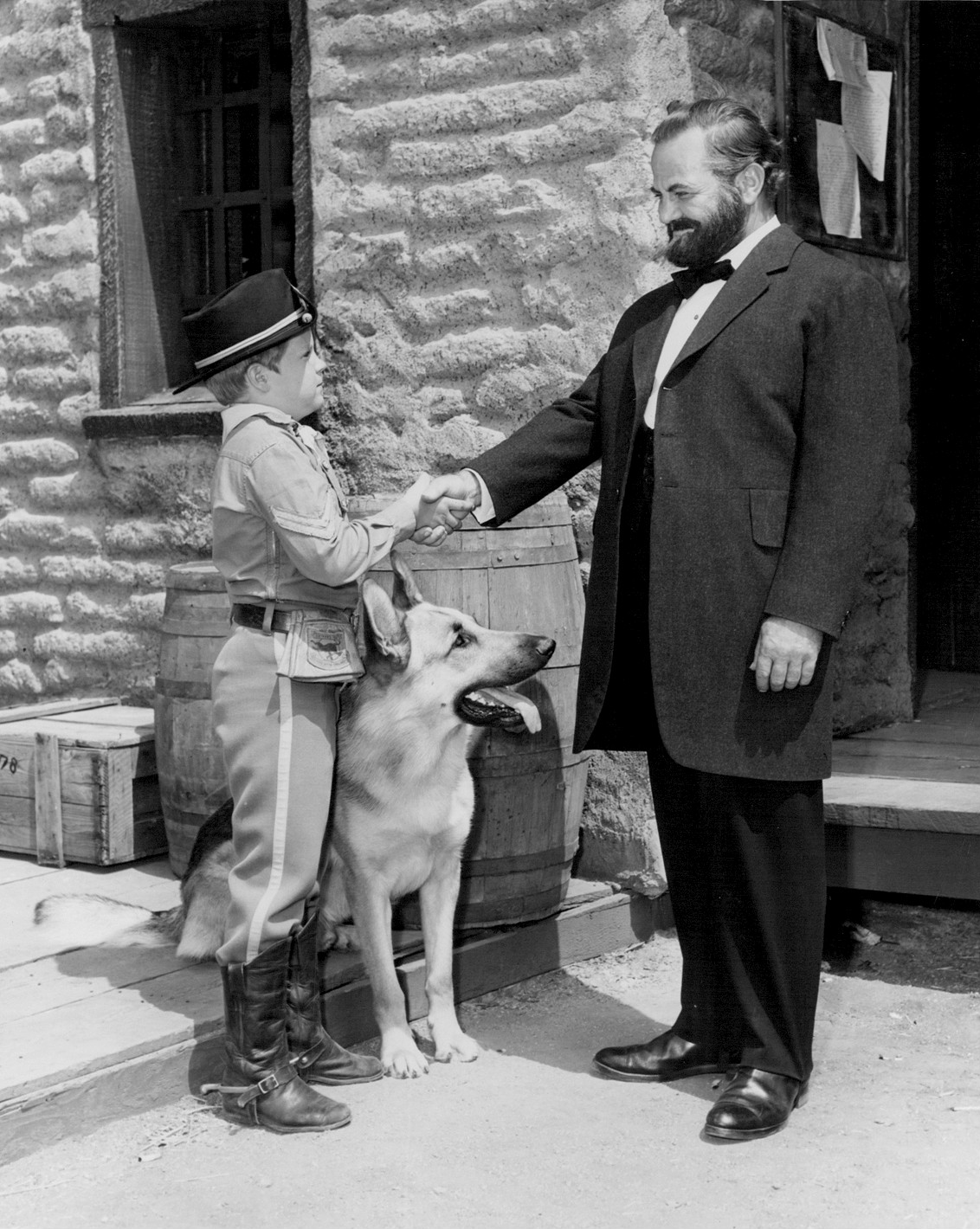
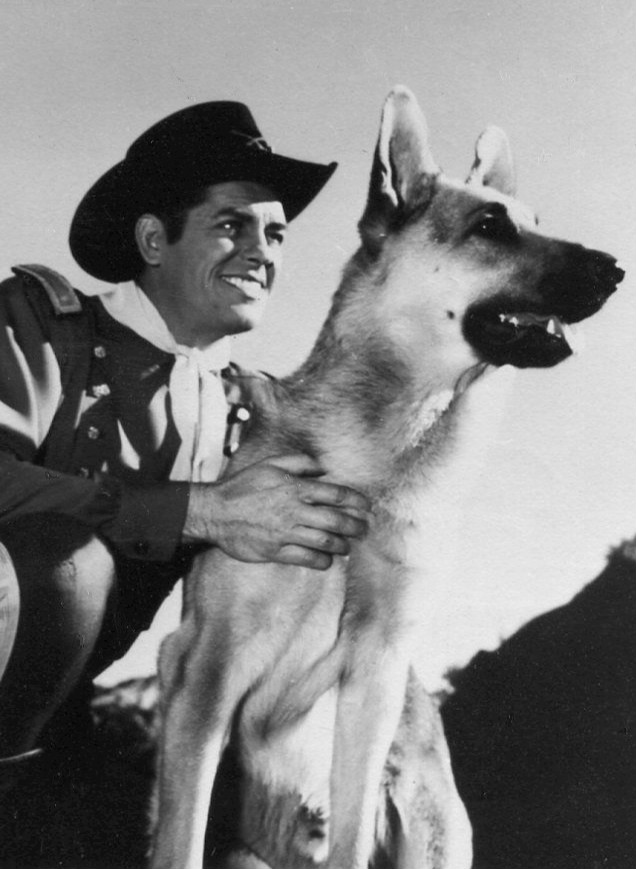
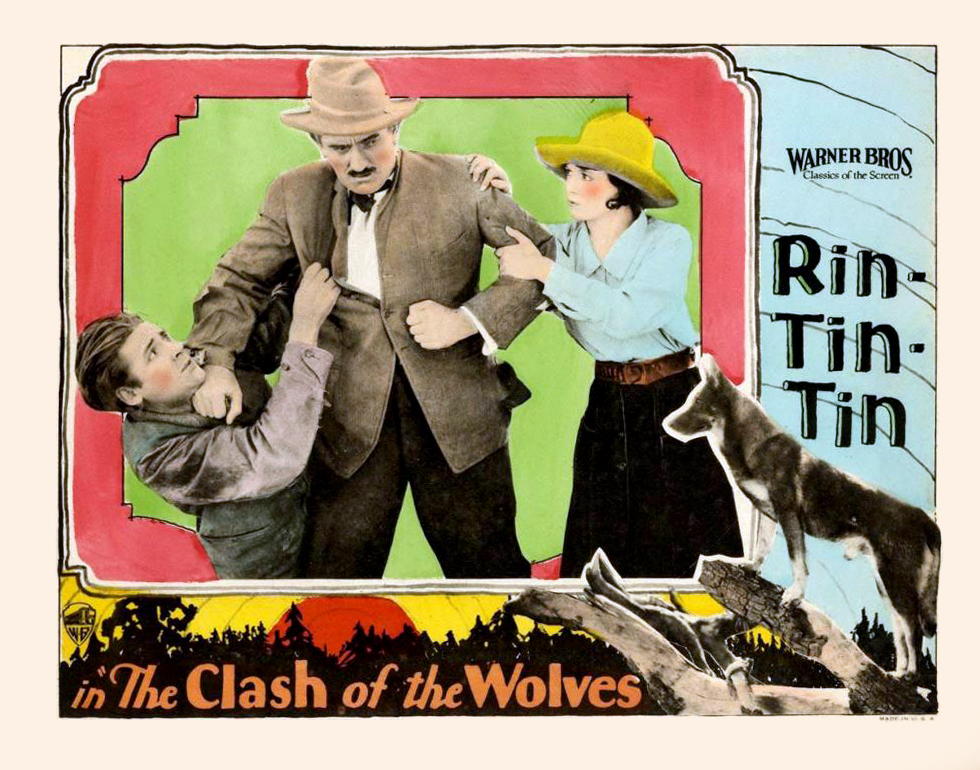
Clash of the Woods (1925)
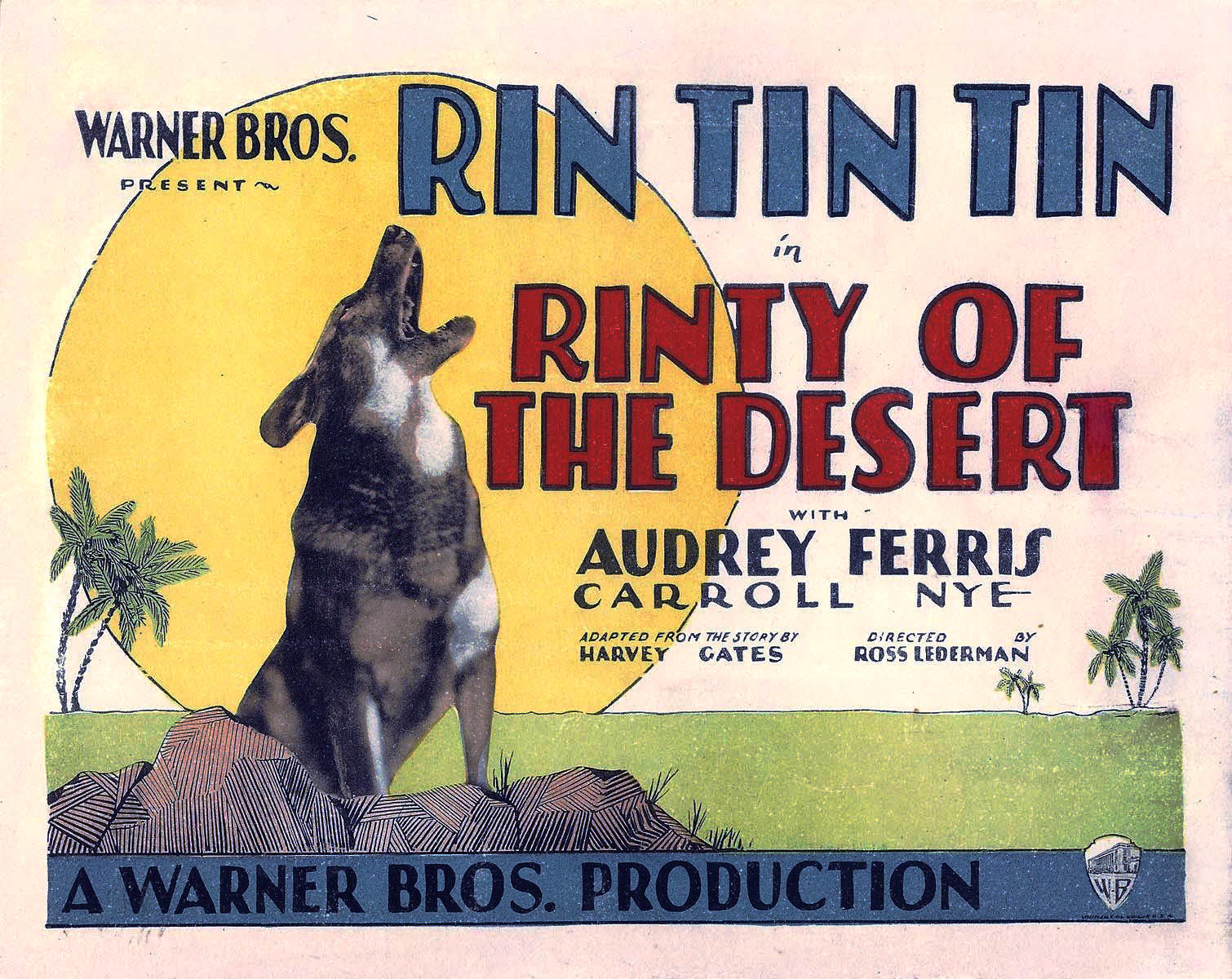
Rinty of the Desert (1928)
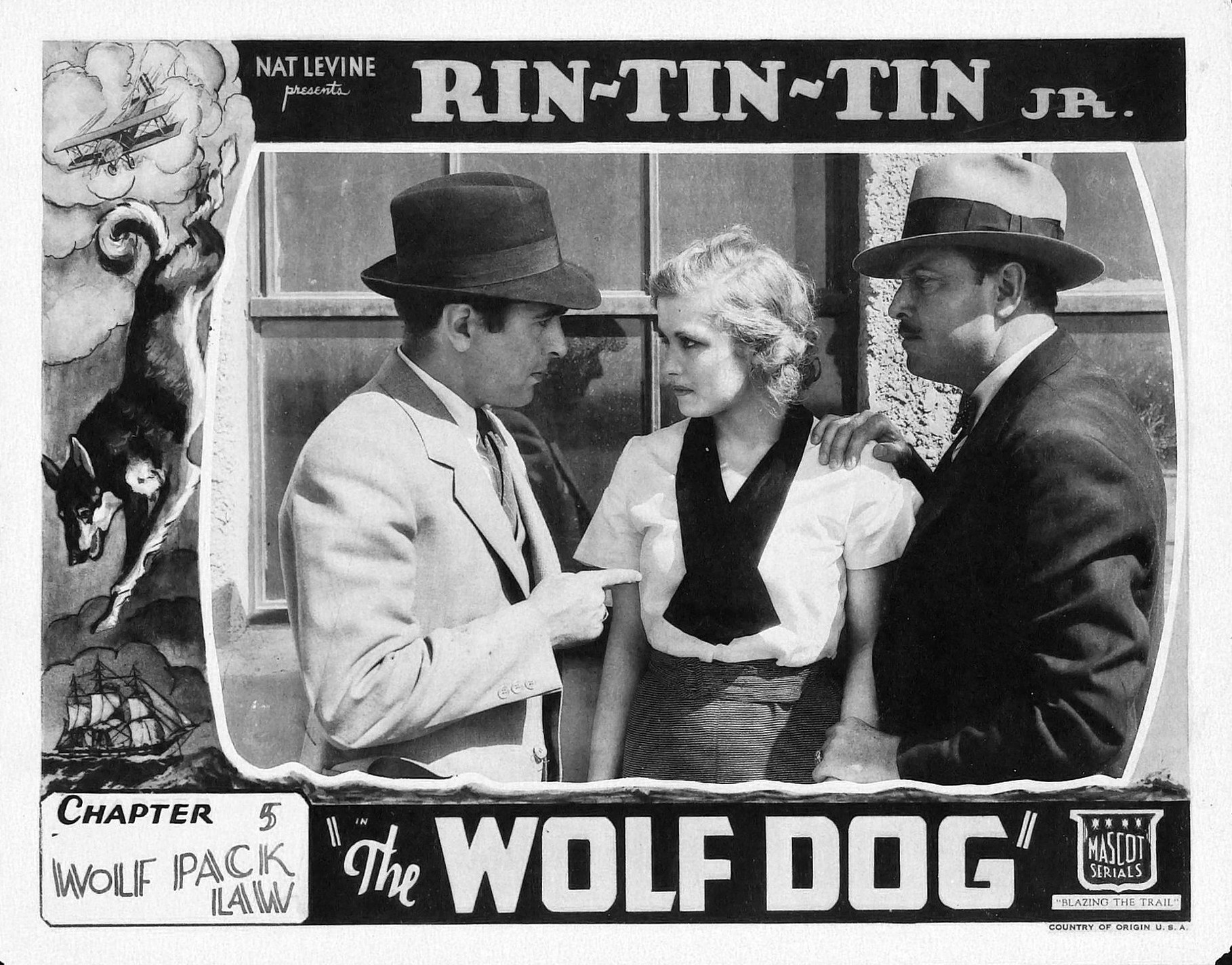
The Wolf Dog
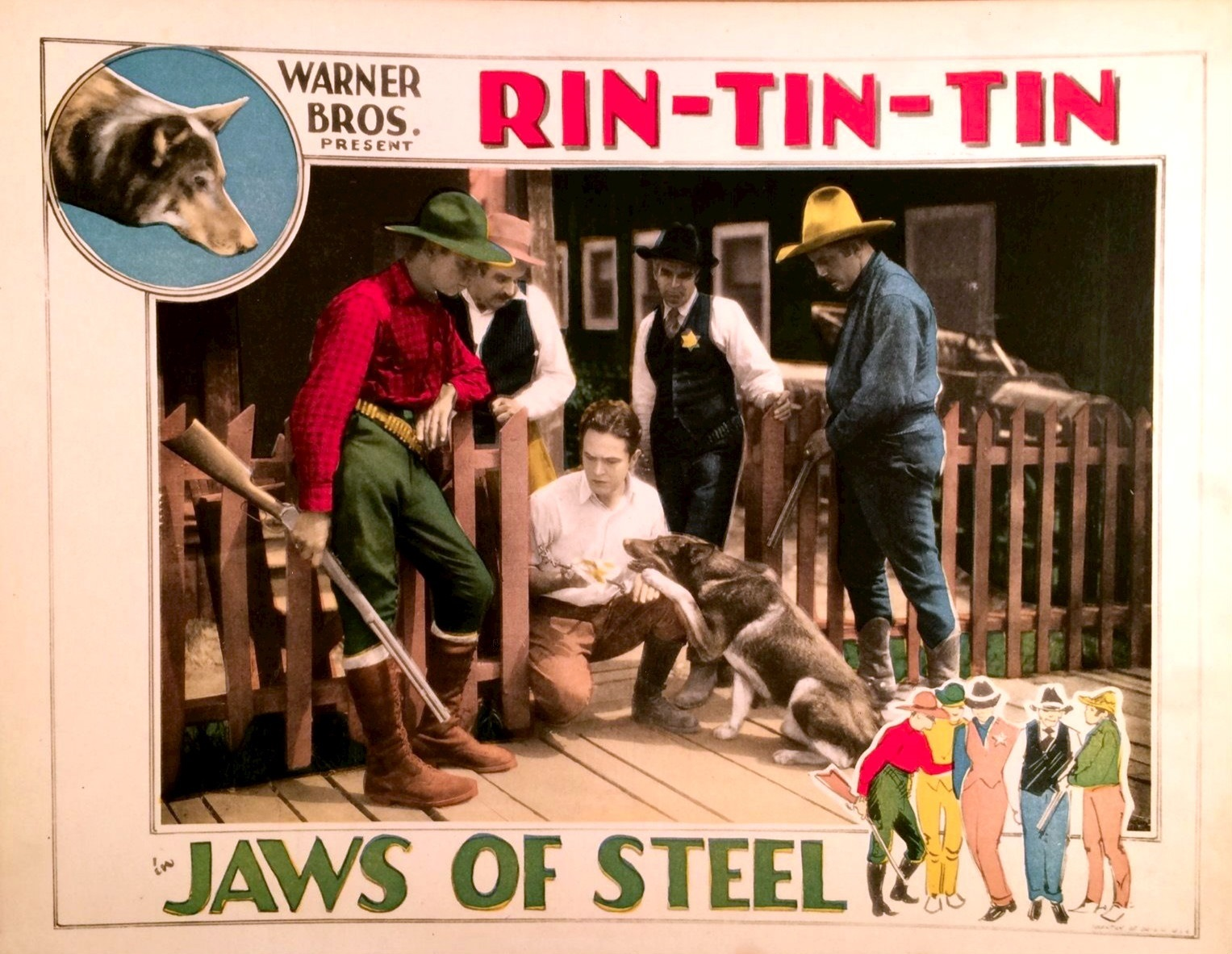
Jaws of Steel
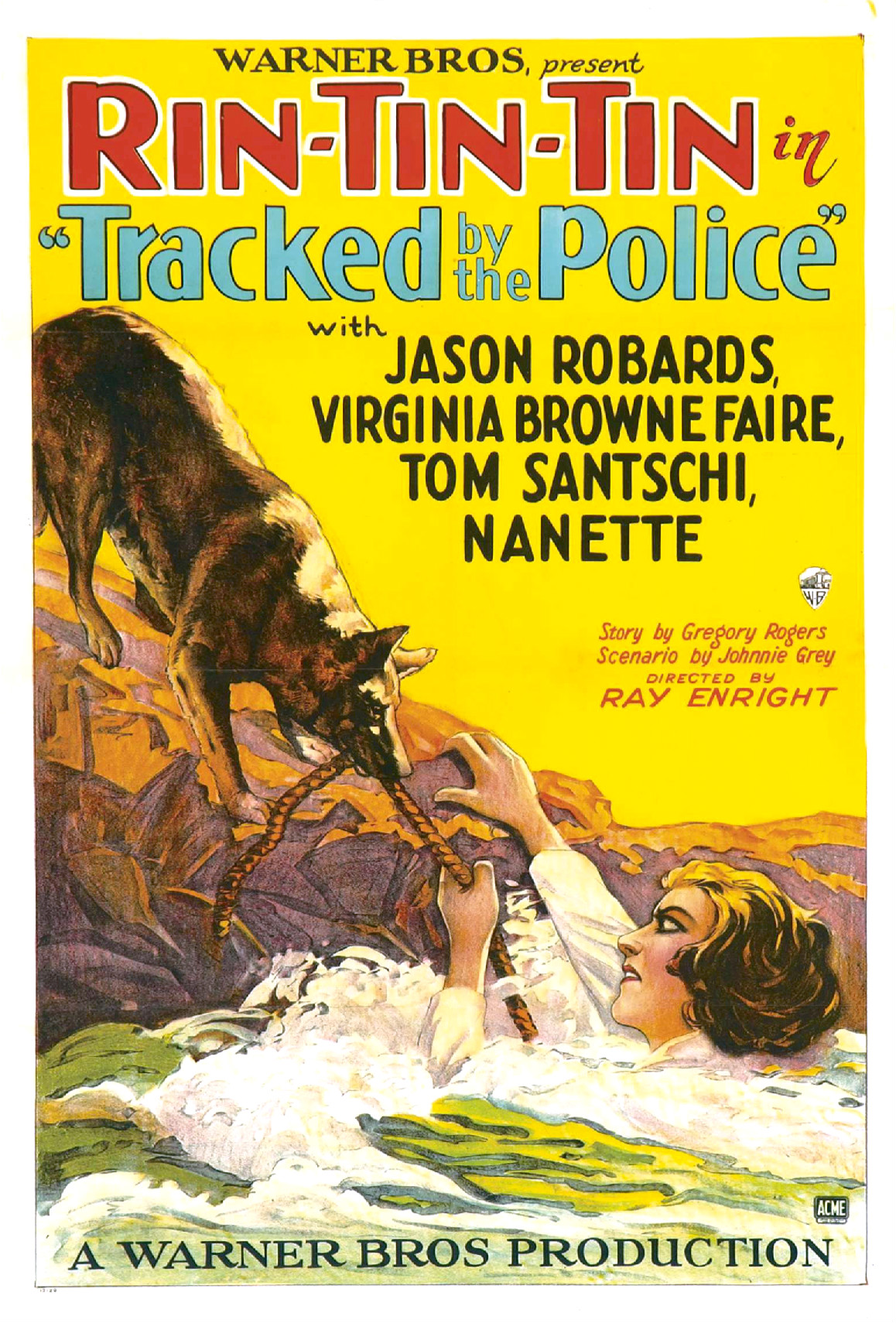
Tracked by the Police
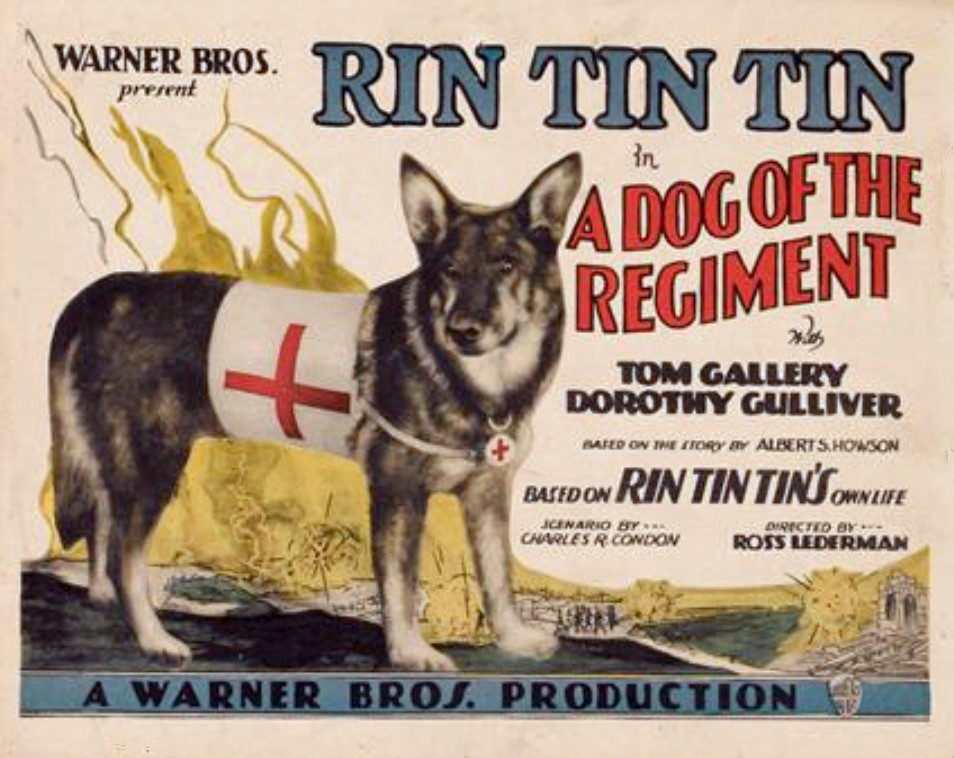
A Dog of the Regiment
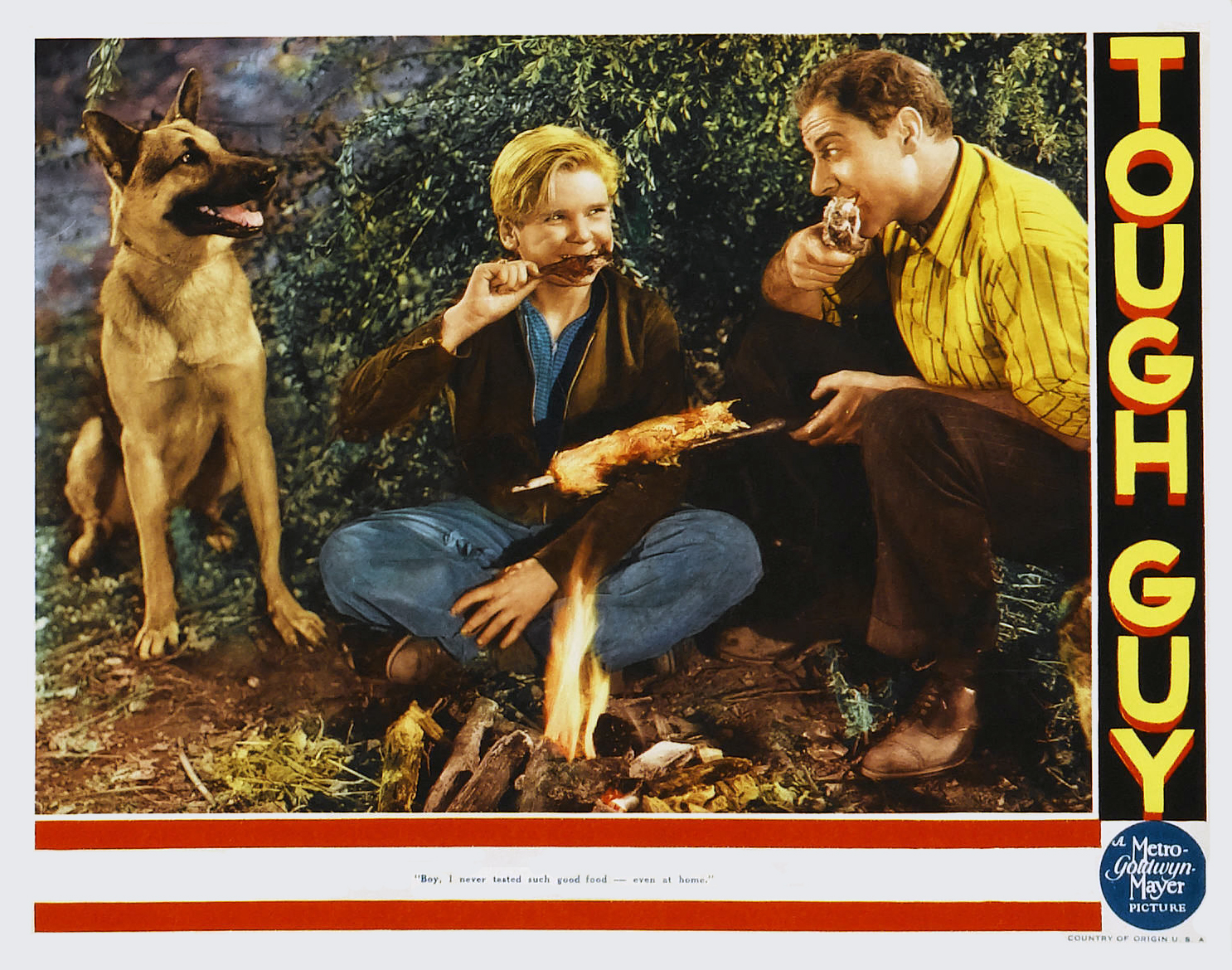
Tough Guy